# Simon Whitfield
Simon St. Quentin Whitfield (Kingston, 16 de mayo de 1975) es un deportista canadiense que compitió en triatlón.
Participó en cuatro Juegos Olímpicos de Verano, entre los años 2000 y 2012, obteniendo en total dos medallas: oro en Sídney 2000 y plata en Pekín 2008, ambas en la prueba masculina individual. En los Juegos Panamericanos de 1999 consiguió una medalla de bronce.
Ganó una medalla de bronce en el Campeonato Mundial de Triatlón por Relevos Mixtos de 2009.

## Palmarés internacional
| Juegos Olímpicos                      | Juegos Olímpicos                 | Juegos Olímpicos  | Juegos Olímpicos |
| Año                                   | Lugar                            | Medalla           | Prueba           |
| ------------------------------------- | -------------------------------- | ----------------- | ---------------- |
| 2000                                  | Sídney (Australia)               | Medalla de oro    | Individual       |
| 2008                                  | Pekín (China)                    | Medalla de plata  | Individual       |
| Campeonato Mundial por Relevos Mixtos |                                  |                   |                  |
| Año                                   | Lugar                            | Medalla           | Prueba           |
| 2009                                  | West Des Moines (Estados Unidos) | Medalla de bronce | Relevo mixto     |
| Juegos Panamericanos                  |                                  |                   |                  |
| Año                                   | Lugar                            | Medalla           | Prueba           |
| 1999                                  | Winnipeg (Canadá)                | Medalla de bronce | Individual       |